# پیر دوکاسه (بازیکن فوتبال)
پیر دوکاسه (انگلیسی: Pierre Ducasse؛ زادهٔ ۷ مهٔ ۱۹۸۷) بازیکن فوتبال اهل فرانسه است.
از باشگاه‌هایی که در آن بازی کرده‌است می‌توان به باشگاه فوتبال لانس، باشگاه فوتبال بوردو، و باشگاه فوتبال لوریان اشاره کرد.
وی همچنین در تیم ملی فوتبال زیر ۱۷ سال فرانسه بازی کرده‌است.